# Loretta Vinci
Loretta Vinci (Roma, ... – ...; fl. XX secolo) è stata un'attrice italiana.

## Biografia
È stata una delle tante attrici meteora del cinema italiano degli anni trenta e quaranta. La sua carriera si consumò in pratica con soli sette film girati tra il 1938 e il 1941 in ruoli di second'ordine tranne che nel secondo, diretto da Gennaro Righelli, dove è la protagonista femminile. Ha l'occasione di recitare accanto ad attori affermati come Gino Cervi, Sandro Ruffini e Giuseppe Porelli, ma dopo il 1941 abbandona il grande schermo senza dare più notizie di sé.

## Filmografia
- Ettore Fieramosca, regia di Alessandro Blasetti (1938)
- Due occhi per non vedere, regia di Gennaro Righelli (1939)
- Forse eri tu l'amore, regia di Gennaro Righelli (1939)
- Trappola d'amore, regia di Raffaello Matarazzo (1940)
- Amiamoci così, regia di Giorgio Simonelli (1940)
- Cento lettere d'amore, regia di Max Neufeld (1940)
- Leggenda della primavera, regia di Giorgio Walter Chili (1941)